# فابیان ترتنباخ
فابیان ترتنباخ (انگلیسی: Fabian Trettenbach؛ زادهٔ ۱۷ دسامبر ۱۹۹۱) بازیکن فوتبال اهل آلمان است.
از باشگاه‌هایی که در آن بازی کرده‌است می‌توان به باشگاه فوتبال یان رگنسبورگ اشاره کرد.